# Ettore Adalberto Albertoni
Ettore Adalberto Albertoni (Sesto San Giovanni, 7 aprile 1936 – Como, 4 luglio 2018) è stato un politologo e politico italiano.

## Biografia
Laureato in Giurisprudenza, è stato professore ordinario di Storia delle dottrine politiche, esercitando inoltre la professione di avvocato civilista e d'impresa. Nei suoi scritti ha più volte affrontato i temi dell'organizzazione autonomistica e federale dello Stato, svolgendo diversi studi su Carlo Cattaneo, tra i padri del federalismo. Albertoni è stato inoltre direttore dell'Istituto giuridico della Facoltà di scienze politiche dell'Università degli Studi di Milano e decano della Facoltà di Giurisprudenza della sede comense dell'Università degli Studi dell'Insubria.
Milita dal 1958 al 1978 nel Partito Socialista Italiano, di cui negli anni Settanta è stato vice segretario della federazione di Milano nella corrente di Antonio Giolitti e componente del comitato centrale nazionale. Negli stessi anni è stato consigliere comunale per il Psi al comune di Lecco.
Alla fine degli anni Ottanta si è avvicinato al movimento della Lega Nord, fondato da Umberto Bossi, visto soprattutto la sua vicinanza al tema federalista. Il 16 aprile 2000 si è candidato a consigliere regionale della Lombardia per la Lega, risultando eletto. Viene poi nominato dal Presidente della Regione Roberto Formigoni come Assessore alle Culture, Identità e Autonomie dal 7 maggio 2000 al 3 aprile 2006. Il 22 febbraio 2002 viene indicato dalla Lega Nord quale nuovo consigliere di amministrazione della Rai sotto la presidenza di Antonio Baldassarre, incarico che ha mantenuto fino al 7 marzo 2003, alla nomina di un nuovo CdA, venendo sostituito dalla collega di partito Giovanna Bianchi Clerici, e tornando poi a svolgere l'incarico di assessore regionale a tempo pieno. Albertoni ha fatto parte del cosiddetto CdA Rai Smart, infatti dopo la decisioni di spostare la sede di Rai 2 a Milano si erano dimessi dal CdA tutti i membri delle opposizioni, seguiti poco dopo dai membri scelti da Alleanza Nazionale e dall'Unione di Centro facenti parte della maggioranza. Nel CdA erano rimasti quindi solo Albertoni della Lega e il presidente Baldassarre di Forza Italia che si era rifiutato di sciogliere il CdA chiedendo una semplice sostituzione dei membri dimissionari.
Il 4 aprile 2005 viene riconfermato consigliere regionale in Lombardia per la Lega Nord ricevendo nuovamente dal Presidente Formigoni le deleghe dell'Assessorato regionale alle Culture, Identità e Autonomie, incarico che ha mantenuto fino al 5 luglio 2006. Albertoni viene successivamente scelto dalla maggioranza di centrodestra come nuovo Presidente del Consiglio regionale della Lombardia subentrando al dimissionario leghista Attilio Fontana, eletto Sindaco di Varese. È stato il primo promotore del nuovo "Statuto d'Autonomia della Regione Lombardia" nel quale si sottolinea come "gli ottanta Consiglieri Regionali rappresentano la sovranità del Popolo lombardo e l'autonomia legislativa e costituzionale della Regione".
Il 15 aprile 2008, dopo due anni dalla sua nomina, ha rassegnato le dimissioni da Presidente del Consiglio regionale della Lombardia e da consigliere per tornare a dedicarsi alla sua attività di professore ordinario di Storia, per la quale era in aspettativa fin dalla sua prima elezione in Regione.
Dopo essere stato per alcuni anni ai margini della politica, il 6 ottobre 2011 il Parlamento riunito in seduta comune al primo scrutinio ha eletto Albertoni nuovo membro laico del Consiglio Superiore della Magistratura, in sostituzione del collega della Lega Nord Matteo Brigandì, decaduto per incompatibilità per non essersi dimesso per tempo dal ruolo di amministratore delegato di una sua società prima della nomina a membro del CSM, rimanendo il carica per tutto il mandato della consiliatura, fino al 25 settembre 2014.
È morto a Como il 4 luglio 2018, all'età di 82 anni. Il Consiglio regionale della Lombardia gli ha dedicato una sala riunioni del 25º piano di Palazzo Pirelli a Milano.

## Opere
- con Ezio Antonini, Renato Palmieri (a cura di), La generazione degli anni difficili, Laterza, Bari, 1962
- “Il Paradosso - Rivista di cultura giovanile” - a. VII (nn. 31-32), maggio-agosto 1962. Direttore responsabile
- Gaetano Mosca e la teoria della classe politica, Sansoni, 1974
- Introduzione alla storia delle dottrine politiche, Cisalpino-Goliardica, 1977
- Gaetano Mosca. Storia di una dottrina politica. Formazione e interpretazione, Giuffrè, Milano, 1978
- La vita degli stati e l'incivilimento dei popoli nel pensiero politico di Gian Domenico Romagnosi, coll. Studi Romagnosi I, Giuffrè, Milano, 1979
- Momenti di un'esperienza scientifica e politica nell'ISAP (Unità e pluralismo come valori e come metodo), estr. da: Amministrare nn. 1-2/1979, rassegna internazionale di pubblica amministrazione, Giuffrè, Milano, 1979
- Antiche corporazioni. L'opera e la fratellanza in luogo del lavoro e del contratto, Longo, 1981
- Histoire des doctrines politiques en Italie, Presses universitaires de France (réédition numérique FeniXX), 1981
- Studies on the Political Thought of Gaetano Mosca: The theory of the Ruling Class and Its development Abroad, in: Archivio internazionale Gaetano Mosca per lo studio della classe politica, Serie Internazionale,  vol. I, Istituto di Studi Storici della Facoltà di Scienze Politiche dell'Università degli Studi di Milano, Società Siciliana per la Storia Patria di Palermo, Giuffrè, Milano/Montréal, 1982
- Dottrina della classe politica e teoria delle élites, in: Archivio internazionale Gaetano Mosca per lo studio della classe politica, Serie Italiana, vol. III, Giuffrè, Milano, 1985
- Storia delle dottrine politiche in Italia, Mondadori, Milano, 1985
- Doctrine de la classe politique et theorie des élites, pref. J. Zylberberg, Meridiens Klincksieck, 1987
- Storia delle dottrine politiche in Italia, 2 voll., Edizioni di Comunità, Torino, 1990 ISBN 978-8824504690
- Gaetano Mosca y la formación del elitismo politíco contemporáneo, Fondo de Cultura Económica, 1992 ISBN 978-9681636333
- Una storia delle dottrine politiche, Leo S. Olschki, Firenze, 1992
- Carlo Cattaneo. "Intonare le nostre idee a quelle d'Europa", scelta antologica a cura e con intr. di Ettore A. Albertoni, pres. di Goffredo Andreini, RARA, 1993
- La democrazia e le élites, Edizioni di Comunità, Torino, 1994, ISBN 978-8824504829
- Uno Stato è una gente e una terra, scelta antologica a cura e con intr. di Ettore A. Albertoni, R.A.R.A. Istituto editoriale, 1994
- AA. VV., Dottrina e Storia dei Diritti dell'Uomo e del Cittadino, intr. di Ettore A. Albertoni, coll. Dottrine Politiche,  Euroedizioni,  Milano, 1995
- Storia delle Dottrine Politiche e delle Istituzioni. Problemi e Metodi, Euroedizioni, Milano 1995
- con Franco Livorsi, Politica e istituzioni. Lessico, Euroedizioni, Milano 1998 ISBN 978-8886733014
- con Romano Bracalini ed Elena Percivaldi, Le genti bergamasche e le loro terre. Storia dalle origini al 1797, Euroedizioni, Milano, 1999 ISBN 978-8886733045
- con Franco Livorsi e Alberto Panzeri, D. Montalto (a cura di), Stati e federazioni. Interpretazioni del federalismo, Euroedizioni, 1998 ISBN 978-8886733038
- L'elitismo politico rivisitato (saggio), in: Studi sull'elitismo, con Paolo Bagnoli, Giuffrè, Milano, 2001 ISBN 978-8814068003
- AA. VV., Dare il nome al territorio. Toponomastica della Lombardia storica, intr. di Ettore A. Albertoni, La Libera Compagnia Padana - Leonardo Facco Editore, Treviglio (BG), 2002
- Parlate e Dialetti della Lombardia. Lessico comparato, Claudio Beretta (a cura di), intr. di Ettore A. Albertoni, Oscar Mondadori, Milano, 2003
- AA. VV., Architettura popolare e identità. La forma fisica delle culture locali. Con testi di Gianfranco Miglio, intr. di Ettore A. Albertoni, coll. Libera storia, La Libera Compagnia Padana - Leonardo Facco Editore, Treviglio (BG), 2004
- "Quel ramo del lago...". Le vie del Lario e del Verbano nel Romanticismo lombardo e oltre, Mirko Volpi (a cura di), pres. di Ettore A. Albertoni, Centro nazionale Studi Manzoniani, Milano, 2006